# راكيش كومار
راكيش كومار (بالإنجليزية: Rakesh Kumar)‏ هو سياسي هندي، ولد في 5 يونيو 1973 في منطقة عليكره في الهند. حزبياً، نشط في سماجوادي.